# Cor Hemmers
Cornelius «Cor» Hemmers (24 de agosto de 1956) es un artista marcial y kickboxer holandés. Es famoso por su papel como entrenador en el gimnasio Golden Glory de Breda.

## Carrera
Hemmers empezó su carrera en las artes marciales entrenando en judo a la corta edad de 6, transfiriéndose al karate de estilo Kyokushin a los 15. En 1976, después de graduarse de la universidad de ciencias de Breda, Hemmers empezó a competir en torneos full contact, y también tuvo contacto con el arte del silat. Sin embargo, cuando el kickboxing se hizo más popular que el karate en los Países Bajos, Cor se unió a la ola y se convirtió en kickboxer profesional, amasando un récord de 25 victorias, 3 derrotas y 1 empate. Durante este tiempo, para complementar sus habilidades, también aprendió boxeo y muay thai.
En 1984, Hemmers abrió su propio gimnasio, llamado Maeng Ho/Hemmers Gym, y pronto sus servicios fueron requeridos en el prestigioso Golden Glory. Allí Hemmers entrenó a famosos contendientes tanto de kickboxing como de artes marciales mixtas, incluyendo Bas Rutten, Ramon Dekkers, Stefan Leko, Gökhan Saki, Alistair Overeem y Semmy Schilt, así como competidoras femeninas, entre ellas las campeonas Danielle Somers y Songul Oruc. En abril de 2012 se retiró de sus tareas de entrenador y se unió al departamento de nuevos talentos de la promoción de kickboxers Glory.